# دی‌پیروستیل
دی‌پیروستیل (انگلیسی: Dipyrocetyl) یک داروی است که به عنوان یک ضد درد و ضد تب استفاده می‌شود.